# خانقاه غيلوان
خانقاه غيلوان هي قرية في مقاطعة خلخال، إيران. عدد سكان هذه القرية هو 112 في سنة 2006.